# Музыкальная школа имени Александра Спендиаряна
Музыкальная школа имени Александра Спендиаряна — музыкальное учебное заведение в административном районе Еревана Кентрон.

## История
В 1921 году по инициативе Романоса Меликяна в Эривани была создана музыкальная студия, сыгравшая подготовительную роль в создании Ереванской государственной консерватории. До 1929 года это было единственное музыкальное учебное заведение в Эривани. В сентябре 1929 года от консерватории отделяется начальная часть студии с 60 учениками, и в Эривани основывается первая детская специализированная четырехлетняя музыкальная школа, директором которой назначается музыковед Овсанна Тер-Григорян.

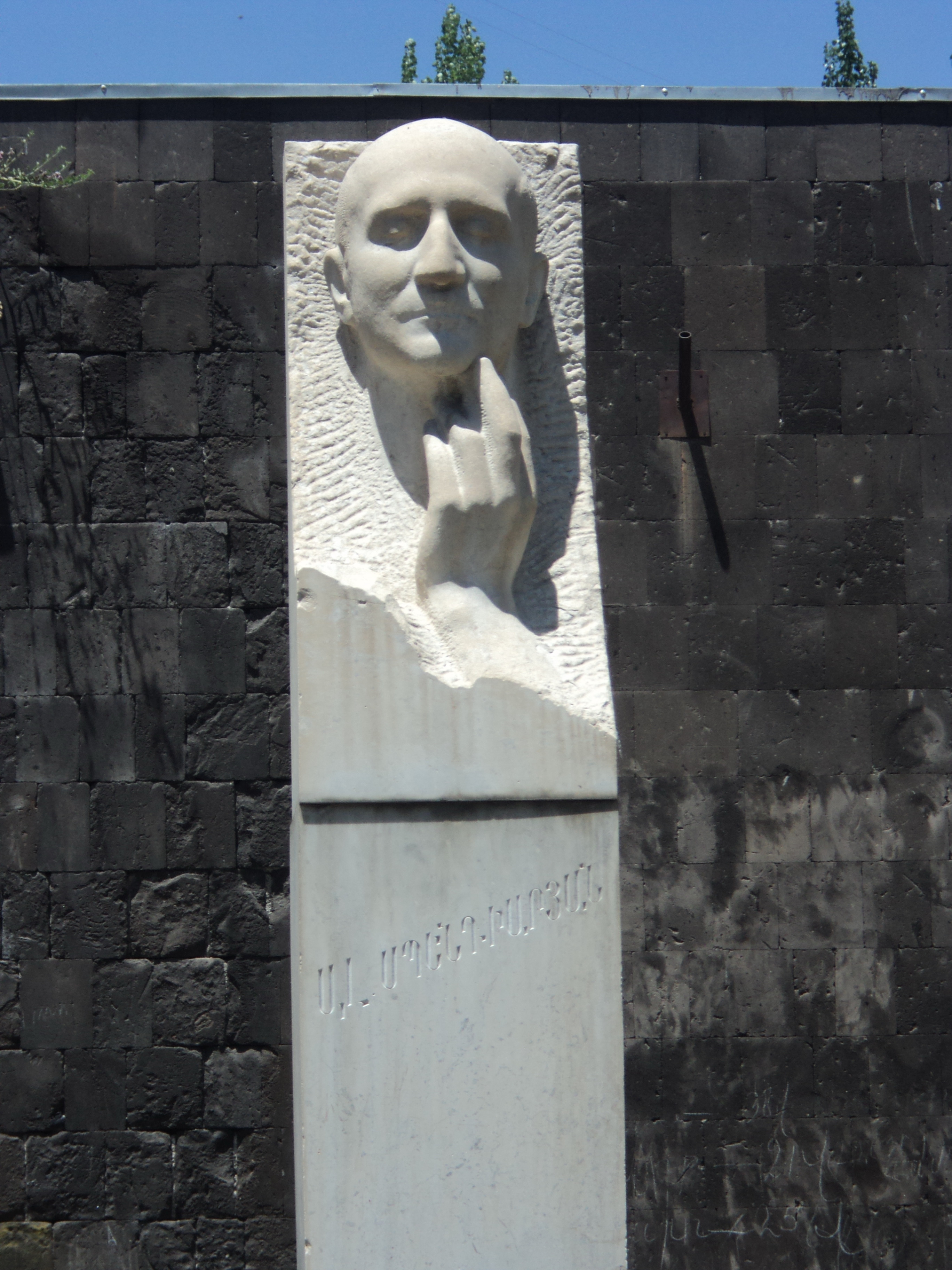

В 1930 году школ были выделены 4 комнаты, находящиеся по соседству с Гантаром на улице Шаумяна, 18.
В 1930 году школе было присвоено имя великого армянского композитора Александра Спендиарова.
В 1930—1931 учебном году в школе обучалось 257 учащихся, которые обучались в двух основных отделениях: фортепианном и струнном.
С 1935 года школа стала семилетней, а в 1992 году — десятилетней.
Перед школой установлен бюст Александра Спендиарова.

## Директора
- Овсанна Тер-Григорян (1929—1930 гг.)
- Лусик Овсепян-Тотовенц (1930—1937 гг.)
- Самсон Гаспарян (1937 г.)
- Мартин Мазманян (1937—1944 гг.)
- Вардуи Закарян (1944—1956 гг.)
- Бабкен Саргсян (1956—1982 гг.)
- Сергей Кечек (1982—1995 гг.)
- Георгий Ахназарян (1995—1997 гг.)
- Меружан Симонян (1997—1999 гг.)
- Самвел Саакян (1999—2011 гг.)